# راغب البزري
راغب بن الشيخ مصطفى البزري (1858 ـ 1903م)، شاعر ولد في بيروت ونشأ بها.

## مولده ونشأته
ولد راغب البزري في بيروت سنة 1858م ونشأ في مهد العلم والأدب في أسرة اشتهرت بالحفاظ على الدين والأخلاق، والدته زينب بنت السيد محمد حمود من أمراء المغرب الأقصى، هاجرت أسرته من الأندلس أيام النكبة التي حلت بها واستوطنت مدينة (بزرت) في تونس، ثم نزحت في عهد السلطان سليم العثماني فاتح مصر إلى صيدا، وكان جدهم الأعلى واسمه الإمام موضع ثقة السلطان فأقطعه ضريبة الحبوب، وكان يطلق عليها في ذلك العهد (الضريبة البزرية) فغلب هذا اللقب على الأسرة فتكنت (بالبزري)، وهناك شائعة أخرى بأن اللقب اشتق من كلمة (بزرت).
انحدر من هذه الأسرة المنسوبة إلى سيدنا الحسين كثير من الأئمة، ولها فروع بدمشق وأسرة (المقيد) الحلبية من أصلها وتكنت بالمقيد لأن أكثر أفرداها كانوا يشغلون وظائف القيد بالمحاكم. وأنجبت علماء أعلام أشغلوا مناصب القضاء والإفتاء في صيدا فترة طويلة. ومن أشهر أفراد هذه الأسرة بعقيدته الوطنية والدفاع عن قوميته العربية اللواء عفيف بن طالب البزري رئيس القوات السورية المسلحة ورئيس أركانها، المولود في حمص أيام وجود والده حاكماً للصلح فيها.

## تعليمه
تلقى راغب البزري دراسته في مدارس بيروت، وعني والده الذي كان رئيساً لديوان المحكمة الشرعية في مركز ولاية بيروت بتربيته واستفاد من علوم والده الذي كان مرجعاً في المذاهب الأربعة.
نظم الشعر وهو في الخامسة عشر من عمره، ولما تخرج عين مديراً للمدرسة الرشدية في صفد، وقد ذاع صيته كشاعر ملهم موهوب، وجادت قريحته الفياضة بالنظم البديع في شتى المواضيع، وله ديوان شعر مخطوط بقي محفوظاً في مكتبة أهله إلى أن وقع الزلزال في لبنان سنة 1955م وتهدم بيت الأسرة فضاع الديوان بين الأنقاض.
ومن بديع شعره في الغزل قوله:
| بروحي غزالاً أحور الطرف أكحلا | بديع جمال حسنه قد تكملا      |
| أنيس ولكن في فؤادي كناسه     | حفيظ وداد لا يحب التبدلا     |
| له طرة تحكي الظلام وغرة      | روينا حديث الصبح عنها مسلسلا |
| إذا قام يسعى فالقوام مهفهف   | بغصن النقا إن قسته كان أعدلا |
| تعشقته طفلاً وإني بحبه        | رهين لحاظ علمتني التغزلا     |
| حديث غرامي في هواه مؤيد      | ولست أرى السلوان عنه محللا   |

## وفاته
اعتراه مرض فجائي أودى بحياته في سنة 1903م في صفد وهو في سنة الكهولة المبكرة ولم ينجب ولداً.